# Csatorna (informatika)
A csatorna az informatikában olyan eszköz, amely a információforrástól az információnyelőig (célig) üzeneteket, közleményeket képes eljuttatni. Az információforrás  a csatorna bemenetére a közleményt általában valamilyen kódolt formában bocsátja rendelkezésre, s az információs csatornán ilyen módon jut el a rendeltetési helyére. A közleményt az információnyelő előtt dekódolni kell. A bináris jelek átvitelére alkalmas csatornát bináris csatornának nevezzük. 
A régebbi számítógép típusokban adatcsatornának nevezik a számítógéphez csatlakozó beviteli-kimeneti (input/output) készülékek és az operatív tár közötti kommunikáció eszközeit tartalmazó funkcionális egységet.